# 울트라맨 사가
울트라맨 사가(ウルトラマンサーガ, Ultraman Saga)는 일본에서 제작된 오카 히데키 감독의 2012년 액션, SF 영화이다. 스기우라 타이요 등이 주연으로 출연하였다.

## 출연

### 주연
- 스기우라 타이요
- 츠루노 타케시
- 다이고

### 조연
- 쿠로베 스스무
- 모리츠구 코지
- 단 지로
- 타카미네 케이지
- 마나츠 류
- 아키모토 사야카
- 이케다 사야카
- 후카와 토시카즈
- 카세 노부유키
- 키노모토 료
- 사토 유우키
- 미야노 마모루

## 제작진
- 프로듀서: 키타우라 츠구미
- 미술: 키바 타로 Taro Kiba
- 특수효과: 미이케 도시오
- 시각효과: 매가와 히데아키 Hideaki Maegawa